# フレデリック・ハミルトン (第3代ボイン子爵)
第3代ボイン子爵フレデリック・ハミルトン（英語: Frederick Hamilton, 3rd Viscount Boyne、1718年11月9日（洗礼日） – 1772年1月2日）は、アイルランド貴族。

## 生涯
グスタヴァス・ハミルトン（初代ボイン子爵グスタヴァス・ハミルトンの次男）とドロシア・ベリュー（Dorothea Bellew）の長男として生まれ、1718年11月9日に洗礼を受けた。
17337年、エリザベス・ハッドリー（Elizabeth Hadley、ベンジャミン・ハッドリーの娘）と結婚したが、2人の間に子供はいなかった。
1746年4月18日に伯父フレデリックの息子グスタヴァスが死去すると、ボイン子爵の爵位を継承した。
1772年1月2日に死去、息子がいなかったため弟リチャードが爵位を継承した。